# Pueblo Federación
Pueblo Federación est une ville de l'Uruguay située dans le département de Paysandú. Sa population est de 47 habitants.

## Géographie
La route 4 est important dans cette ville.

## Population
| Année | Population |
| ----- | ---------- |
| 1963  | –          |
| 1975  | –          |
| 1985  | –          |
| 1996  | –          |
| 2004  | 47         |

Référence,.